# 埼玉県旗
埼玉県旗（さいたまけんき）は、日本の都道府県の一つ、埼玉県の旗。本項では、旗に図示されている埼玉県章（さいたまけんしょう）についても併せて解説する。

## 概要
県章・県旗とも1964年9月1日の県告示第652号により制定された。著作権法の規定により、2015年1月1日よりパブリックドメインとなっている。県名の由来である幸魂（さきみたま）の象徴である16個の勾玉を円形に並べ、太陽・発展・情熱・力強さを表している。また、かつてプロ野球・埼玉西武ライオンズのビジターのユニフォームの右袖に埼玉県章が描かれていた。
県章及び県旗は、訓令により擁護尊重義務が県職員に課せられている。

### 彩の国キャンペーンマーク
県のキャッチフレーズ「彩（さい）の国 さいたま」の選定1周年となる1993年11月14日（埼玉県の日）に公表された。「夢がいっぱい」のブルー・「元気がいっぱい」のレッド・「自然がいっぱい」のグリーンの3人が並んで手を繋いでいるデザインの下に「彩の国 さいたま」のキャッチフレーズが記されている。また、フレーズ部分の「彩の国」と「さいたま」の部分はフォントが異なり、改変は禁止されている。
なお、県章との取り扱いの違いについても県のサイト上で説明されている。

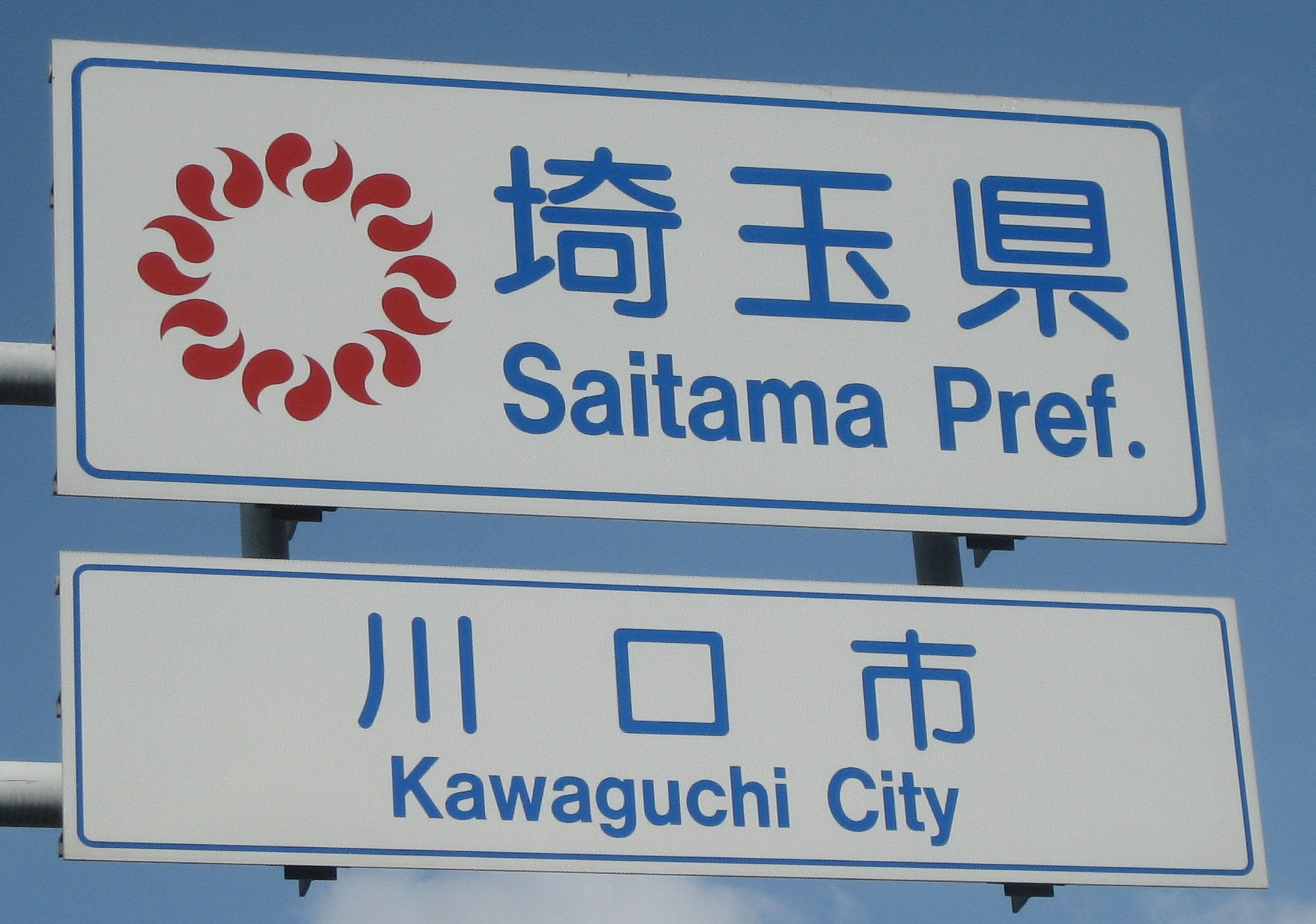
カントリーサインでの使用例
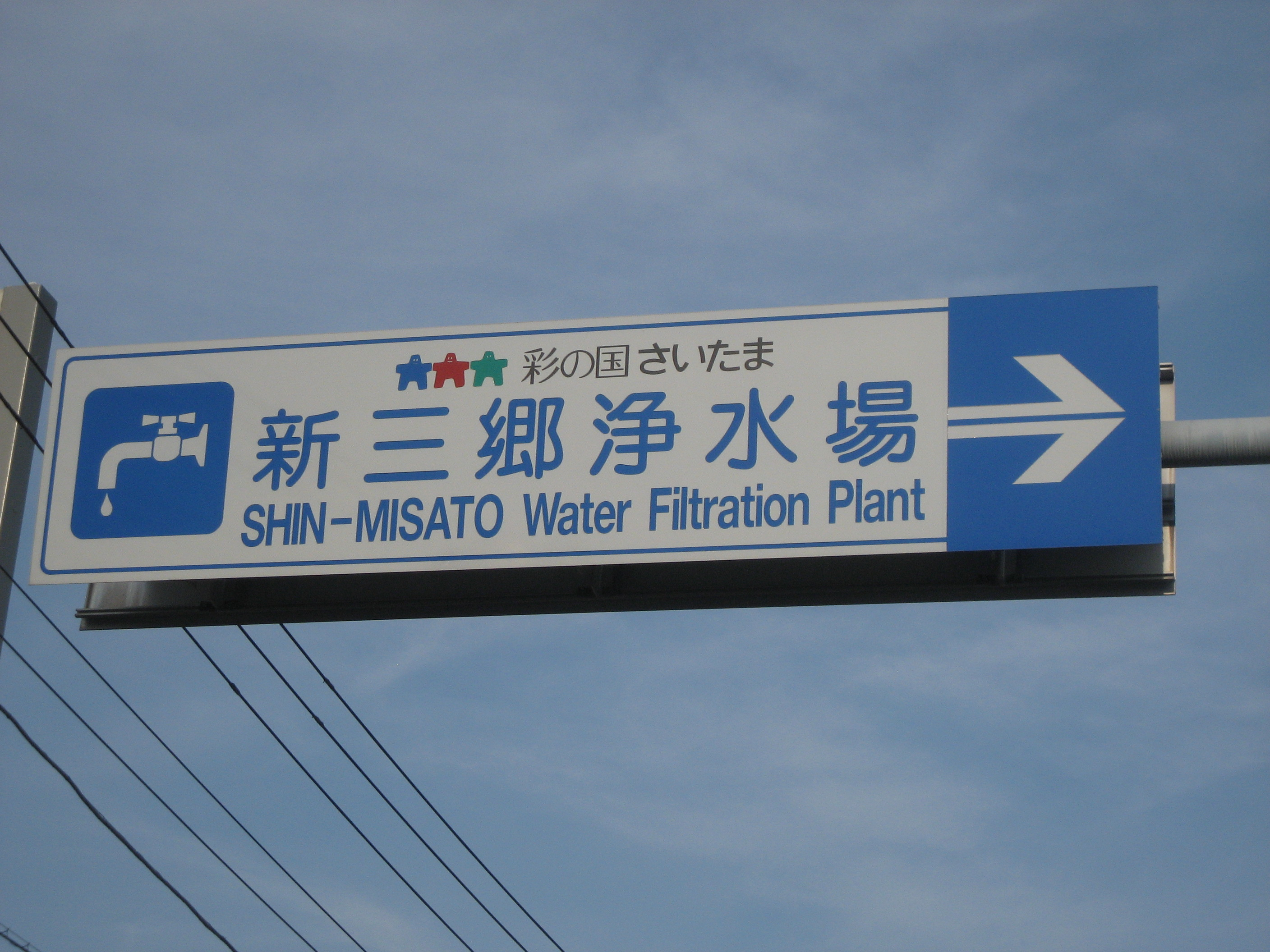
案内板での彩の国キャンペーンマーク使用例
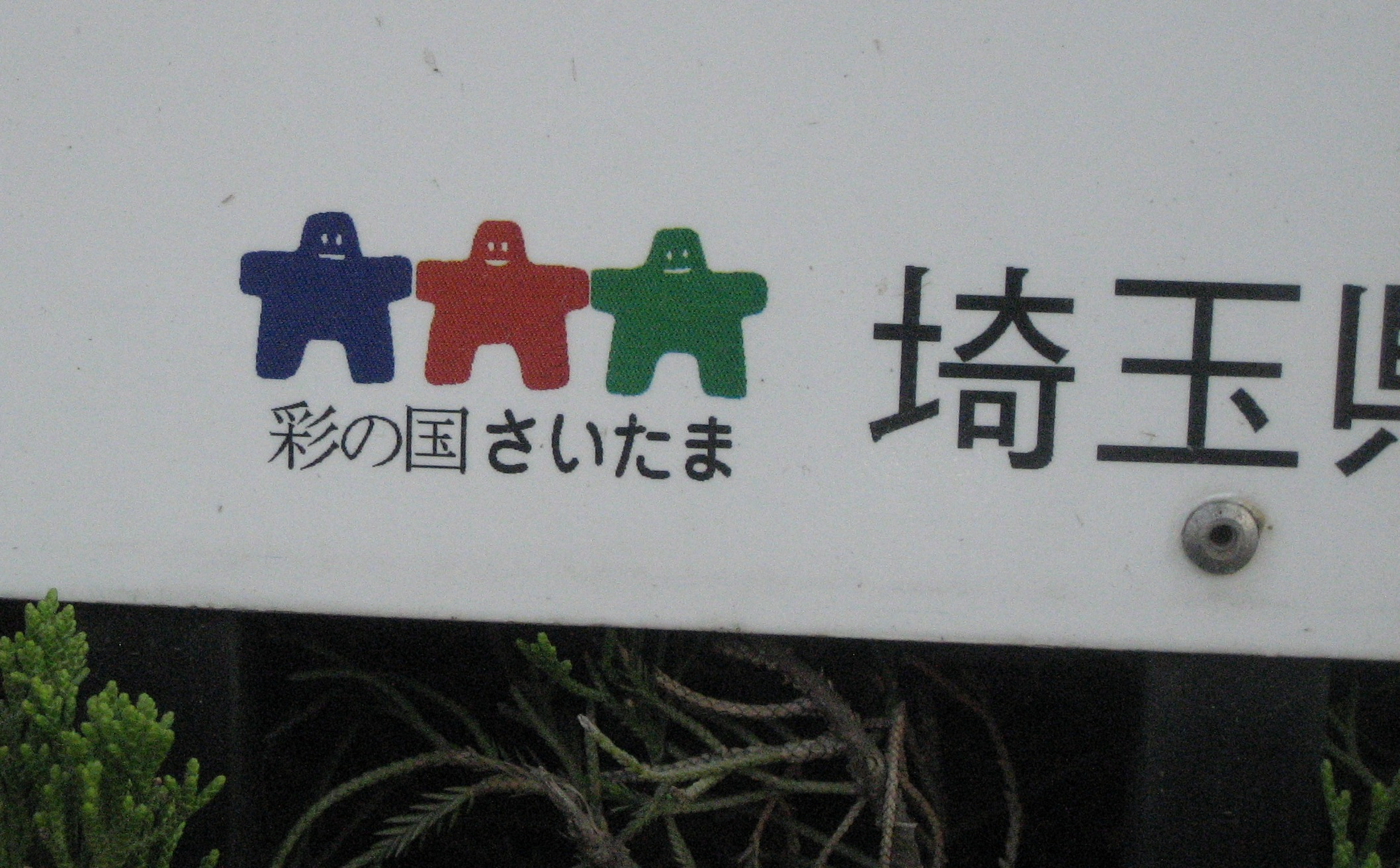
県施設　施設内案内図での彩の国キャンペーンマーク使用例